# Хумка-тумул
Хумка-тумул је археолошко налазиште и налази се у насељу Марадик, на подручју општине Инђија у Сремском округу. Хумка је стављена под заштиту Решењем Завода за заштиту споменика културе Сремска Митровица 1980. године.

## Положај и историја
Хумка-тумул се налази у атару села Марадик, на месту званом Унка, око 2.350 m северозападно од насеља. Њен пречник је око 30 m, а висина 4,5 m. Приликом теренских истраживања, на њој су пронађени површински налази људских костију, док су на околним парцелама пронађени трагови насеља које припада енеолиту (баденско-костолачка група) и вероватно старијем гвозденом добу.